# Антоніос Влонтакіс
Антоніос Влонтакіс (10 січня 1975) — грецький ватерполіст.
Учасник Олімпійських Ігор 2000, 2004, 2008 років.
Призер Чемпіонату світу з водних видів спорту 2005 року.